# Oklahoma City Blue
Oklahoma City Blue – zawodowy zespół koszykarski, z siedzibą w mieście Oklahoma City, w stanie Oklahoma. Drużyna jest członkiem ligi D-League. Klub powstał w 2001 roku pod nazwą Asheville Altitude, pod którą występował do 2005 roku. Pod starą nazwą klub zdobył dwa mistrzostwa ligi (2004, 2005). Swoje mecze rozgrywa w hali Cox Convention Center.
W 2005 roku zespół został przeniesiony z Asheville, w Karolinie Północnej do Tulsy w Oklahomie, gdzie pod nazwą 66ers występował do 2014 roku. W lipcu zdecydowano o kolejnej zmianie lokalizacji klubu, tym razem na miasto Oklahoma City.
Przez dwa sezony w klubie tym grał pierwszy Polak w NBA – Cezary Trybański. Miało to miejsce w latach 2005-07.

## Powiązania z zespołamiNBA
- Oklahoma City Thunder (od 2008)
- Chicago Bulls (2005–2006)
- Dallas Mavericks (2007–2008)
- Indiana Pacers (2005–2006)
- Milwaukee Bucks (2005–2008)
- New Orleans Hornets (2005–2007)
- New York Knicks (2006–2008)

## Wyniki sezon po sezonie
| Asheville Altitude     |                        |                        |     |     |      | |
| 2001–02                |                        | 6                      | 26  | 30  | 46,0 | |
| 2002–03                |                        | 5                      | 23  | 27  | 46,0 | |
| 2003–04                |                        | 1                      | 28  | 18  | 60,9 | Wygrana – Półfinały (Fayetteville) 116–111 Wygrana – Finały D-League (Huntsville) 108–106                              |
| 2004–05                |                        | 2                      | 27  | 21  | 56,3 | Wygrana – Półfinały (Huntsville) 90–86 Wygrana – Finały D-League (Columbus) 90–67                                      |
| Tulsa 66ers            |                        |                        |     |     |      | |
| 2005–06                |                        | 7                      | 24  | 24  | 50,0 | |
| 2006–07                | Wschodnia              | 4                      | 21  | 29  | 42,0 | |
| 2007–08                | Południowo-zachodnia   | 3                      | 26  | 24  | 52,0 | |
| 2008–09                | Południowo-zachodnia   | 5                      | 15  | 35  | 30,0 | |
| Tulsa 66ers            |                        |                        |     |     |      | |
| 2009–10                | Zachodnia              | 5                      | 27  | 23  | 54,0 | Wygrana – Runda I (Sioux Falls) 2–1 Wygrana – Półfinały (Iowa) 2–1 Przegrana – Finały D-League (Rio Grande Valley) 0–2 |
| 2010–11                | Zachodnia              | 3                      | 33  | 17  | 66,0 | Wygrana – Runda I (Texas) 2–1 Przegrana – Półfinały (Iowa) 0–2                                                         |
| 2011–12                | Zachodnia              | 6                      | 23  | 27  | 46,0 | |
| 2012–13                | Centralna              | 3                      | 27  | 23  | 54,0 | Wygrana – Runda I (Canton) 2–1 Przegrana – Półfinały (Rio Grande Valley) 0–2                                           |
| 2013–14                | Centralna              | 5                      | 24  | 26  | 48,0 | |
| Suma – sezon regularny | Suma – sezon regularny | Suma – sezon regularny | 324 | 324 | 50,0 | 2001–2014 |
| Suma – play-off        | Suma – play-off        | Suma – play-off        | 12  | 6   | 66,7 | 2001–2013 |

## Nagrody i wyróżnienia
| MVP meczu gwiazd    | Debiutant roku         | Impact Player Of The Year | Sportsmanship Award |
| ------------------- | ---------------------- | ------------------------- | ------------------- |
| Robert Adams (2006) | Desmond Penigar (2004) | Rasual Butler (2013)      | Larry Owens (2011)  |

I skład D-League
- Jeff Trepagnier (2003)
- Desmond Penigar (2004)

II skład D-League
- John Lucas III (2006)
- Will Conroy (2007)
- Mustafa Shakur (2010)
- Larry Owens (2011)
- Marcus Lewis (2012)
- Paul Grant (2002)
- Ron Slay (2005)

III skład D-League
- Ronald Dupree (2009)
- Larry Owens (2010)

All-D-League Honorable Mention Team

- Larry Abney (2003)
- Kareem Reid (2004)
- Lavor Postell (2004)
- Kris Lang (2004)
- Leonard Stokes (2005)
- Terrance Shannon (2005)

- Kirk Penney (2005)
- Desmon Farmer (2006)
- Will Conroy (2006)
- Alan Anderson (2007)
- Ramon Sessions (2008)
- Adam Harrington (2008)

- Mike Hall (2008)
- Nick Fazekas (2008)
- Byron Mullens (2010)
- Ryan Reid (2012)
- Daniel Orton (2013)
- Rasual Butler (2013)
- Mustafa Shakur (2014)

I skład defensywny D-League
- Larry Owens (2011)

II skład defensywny D-League
- Larry Owens (2012)
- Marcus Lewis (2012)
- Jerome Dyson (2012)

I skład debiutantów D-League
- Jerome Dyson (2011)
- Dwight Buycks (2012)

II skład debiutantów All-D-League
- Elijah Millsap (2011)
- Dominique Sutton (2013)
- Grant Jerrett (2014)
- Talib Zanna (2015)

III skład debiutantów D-League
- Tony Taylor (2013)
- Semaj Christon (2015)

Uczestnicy meczu gwiazd

- Alan Anderson (2007)[16]
- Will Conroy (2007)[16]
- Nick Fazekas (2008)[17]
- Chris Richard (2009)[18]
- Mustafa Shakur (2010)[19]

- Zabian Dowdell (2011)[20]
- Larry Owens (2011)[20]
- Jerome Dyson (2012)[21]
- Marcus Lewis (2012)[21]
- Jeremy Lamb (2013)[22]

- Semaj Christon (2015)[23]
- Talib Zanna (2015)[23]
- Dakari Johnson (2017)[24]
- Reggie Williams (2017)[24]

Zwycięzcy konkursu rzutów za 3 punkty
- Adam Harrington (2008)